# Грич (Костанєвиця-на-Кркі)
Грич (словен. Grič) — це селище в громаді Костанєвиця-на-Кркі, Споднєпосавський регіон, Словенія. Висота над рівнем моря: 187,5 м.